# Max Mallowan
Sir Max Edgar Lucien Mallowan, CBE (6 de maio de 1904 - 19 de agosto de 1978) foi um proeminente arqueólogo britânico, especializado em história do antigo Oriente Médio. Ele foi o segundo marido de Agatha Christie.

## Honrarias
Mallowan foi nomeado Comandante da Ordem do Império Britânico nas Honras do Aniversário da Rainha de 1960 e cavaleiro em 1968. Ele e a dama Agatha Christie estavam entre vários casais que detinham honras cavalheirescas por direito próprio.

## Morte
Ele morreu em 19 de agosto de 1978, aos 74 anos, em Wallingford, Oxfordshire, e foi enterrado ao lado de sua primeira esposa, Dame Agatha, no cemitério de St. Mary, em Cholsey. Sua viúva, Barbara, a segunda Lady Mallowan, morreu em Wallingford em 1993, aos 85 anos de idade.